# 小行星5021
小行星5021（英語：5021 Krylania）是一颗围绕太阳公转的小行星。1982年11月13日，柳德米拉·卡拉季奇在克里米亚发现了此天体。
这颗小行星的绝对星等为321.3832789659757等。